# Clark Howard
Ne doit pas être confondu avec Howard Clark.
Pour les articles homonymes, voir Howard.
Œuvres principales
- Une lame

Clark Howard est un romancier et nouvelliste américain de littérature policière né le 7 juin 1932 à Ripley, dans l'État du Tennessee et mort le 1er octobre 2016.

## Biographie
Fils d’un bootlegger et d’une mère décédée d’une overdose, il se retrouve rapidement en maison de correction. À 17 ans, il falsifie son âge pour s’engager dans les Marines et partir pour la guerre de Corée. C’est au cours de cette période qu'il écrit sa première nouvelle dans le genre western, The Last Gunfight, publiée en janvier 1956 dans Stag Magazine. Après sa démobilisation, il profite du G.I. Bill pour des études de journalisme et de littérature. Il écrit des articles dans 'Ring Magazine, journal sportif spécialisé dans la boxe.
Pendant sa longue carrière littéraire, il écrit de plus de 150 nouvelles. Il obtient en 1981 le prix Edgar-Allan-Poe de la meilleure nouvelle pour Le Trompettiste (Horn Man), publiée dans initialement dans le Ellery Queen's Mystery Magazine en juillet 1980.
Son premier roman Une lance (The Arm) paraît en 1967. Comme dans Le Kid de Cincinnati de Richard Jessup ou L’Arnaqueur de Walter Tevis, l’intrigue se déroule parmi les joueurs de craps.
Il fait paraître une vingtaine de romans de procédure policière, dont Meurtres sous la loupe, (The Killings, 1973). Plusieurs d'entre eux traitent de véritables affaires criminelles, notamment Six Against the Rock (1977) et  Z... comme zèbre (Zebra, 1979), ou contiennent des éléments biographiques, comme American Saturday (1981), un récit consacré à la vie de George Jackson).
Plusieurs de ses nouvelles et romans sont adaptés à la télévision et au cinéma, surtout dans les séries télévisées produites par Alfred Hitchcock. Il a signé le scénario du téléfilm américain Last of the Good Guys (1978).
Il est membre de la Mystery Writers of America et de la Writers Guild of America.

## Œuvre

### Romans
- The Arm (1967) Publié en français sous le titre Une lance, Paris, Gallimard, coll. « Série noire » no 1301, 1969 ; réédition, Paris, Gallimard, coll. « Carré noir » no 550, 1985 ; réédition dans le cadre du cinquantenaire de la Série noire au no 1301, 1995  (ISBN 978-2-070-49550-4)
- A Movement Toward Eden (1969)
- The Doomsday Squad (1970)
- The Killings (1973) Publié en français sous le titre Meurtres sous la loupe, Paris, Gallimard, coll. « Super noire » no 11, 1975 ; réédition, Paris, Gallimard, coll. « Carré noir » no 537, 1985
- Last Contract (1973)
- Siberia 10 (1973)
- Mark the Sparrow (1975)
- Summit Kill (1975)
- The Hunters (1976)
- The Last Great Death Stunt (1977)
- Six Against the Rock (1977)
- The Wardens (1979)
- Zebra (1979) Publié en français sous le titre Z... comme zèbre, Paris, Flammarion, 1982
- Traces of Mercury (1979)
- American Saturday (1981)
- Brothers in Blood (1983)
- Dirt Rich (1986)
- Quick Silver (1988)
- Hard City (1990)
- City Blood (1994)
- Challenge the Widow-Maker and Other Stories of People in Peril (2000)
- Crowded Lives and Other Stories of Desperation (2000)

### Nouvelles
- Handcuffed (1957)
- Enough Rope for Two (1957) Publié en français sous le titre Assez de corde pour deux, Paris, Opta, Suspense no 22, janvier 1958 ; réédition sous le titre Une corde pour deux, dans le recueil Histoires diaboliques, Paris, Pocket no 2365, 1986
- Spook House (1961) Publié en français sous le titre Le Palais des spectres, Paris, Opta, Alfred Hitchcock magazine no 7, novembre 1961 ; réédition dans le recueil Les Chefs-d’œuvre du crime, Paris, Planète, 1965 ; réédition dans le recueil Histoires à claquer des dents, Paris, Pocket no 1822, 1982
- Put Yourself in My Place (1962) Publié en français sous le titre L'habit ne fait pas le moine, Paris, Opta, Alfred Hitchcock magazine no 22, février 1963 ; réédition dans le recueil Histoires angoissantes, Paris, LGF, coll. « Le Livre de poche » no 3004, 1988
- Money to Burn (1962) Publié en français sous le titre Une vengeance froide, Paris, Opta, Alfred Hitchcock magazine no 25, mai 1963 ; réédition dans le recueil Histoires à vous couper le souffle, Paris, Pocket no 2368, 1987
- Night Work (1962) Publié en français sous le titre Association définitive dans le recueil Histoires riches en surprises, Paris, LGF, coll. « Le Livre de poche » no 3006, 1988
- The Loners (1963)
- It Could Be Fatal (1963) Publié en français sous le titre Une opération réussie, Paris, Opta, Alfred Hitchcock magazine no 49, mai 1965
- The Little Things (1963)
- Four and Twenty Blackbirds (1964) Publié en français sous le titre Deux douzaines de vilains oiseaux, Paris, Opta, Alfred Hitchcock magazine no 45, janvier 1965 ; réédition dans le recueil Histoires noires, Paris, LGF, coll. « Le Livre de poche » no 6588, 1989
- The Junkie Trap (1964)
- Prisoner (1964) Publié en français sous le titre La Patience du prisonnier, Paris, Opta, Anthologie du suspense no 6, 1968
- A Way to Die (1964)
- Recommendation (1964) Publié en français sous le titre Prisonnier modèle, Paris, Opta, Anthologie du suspense no 8, 1970
- Line of Duty (1964) Publié en français sous le titre Le Sens du devoir, Paris, Opta, Alfred Hitchcock magazine no 92, janvier 1969
- One Way Out (1965) Publié en français sous le titre Le Grand Jeu, dans le recueil Histoires à donner le frison, Pocket no 2111, 1982
- The Target (1965) Publié en français sous le titre Une tête mise à prix, Paris, Opta, Alfred Hitchcock magazine no 57, janvier 1966
- The First of April (1965) Publié en français sous le titre Las Vegas 1er avril, Paris, Opta, Anthologie du suspense no 7, 1969
- From the Bard, with Love (1965) Publié en français sous le titre Avec les amitiés de Shakespeare, Paris, Opta, Alfred Hitchcock magazine no 59, mars 1966 ; réédition dans le recueil Histoires de mort et d'humour, Paris, LGF, coll. « Le Livre de poche » no 3007, 1988
- A Small Dose of Salvation (1965)
- The Peregrine (1965) Publié en français sous le titre Faucon... tue !, Paris, Opta, Alfred Hitchcock magazine no 84, avril 1968
- The Apprentice (1965)
- Squad’s End (1965)
- Keeper of the Crypt (1965) Publié en français sous le titre Gardien de cimetière, Paris, Opta, Alfred Hitchcock magazine no 62, juin 1966
- The Suspect (1966)
- Attorney of Choice (1966)
- Sycophant (1966)
- Eyes of the Beholder (1967) Publié en français sous le titre Les Yeux des témoins, Paris, Opta, Alfred Hitchcock magazine no 116, janvier 1971
- The Marksman (1967) Publié en français sous le titre Le Voyage dans le Nord, Paris, Opta, Alfred Hitchcock magazine no 93, février 1969
- Time Element (1967) Publié en français sous le titre 55 minutes, Paris, Opta, Alfred Hitchcock magazine no 85, mai 1968
- Flight Plan (1968) Publié en français sous le titre Plan de vol, Paris, Opta, Alfred Hitchcock magazine no 89, septembre 1968
- Good-Bye, Mr. Madison (1968) Publié en français sous le titre Sur le gril, Paris, Opta, Alfred Hitchcock magazine no 101, octobre 1969
- Memory of a Murder (1969) Publié en français sous le titre Mémoire d'un meurtre, Paris, Opta, Alfred Hitchcock magazine no 108, mai 1970
- The Deal (1970)
- We Spy (1970) Publié en français sous le titre Nous espionnons, Paris, Opta, Alfred Hitchcock magazine no 117, février 1971 ; réédition sous le titre Vigilance, dans le recueil Histoires médusantes, Paris, LGF, coll. « Le Livre de poche » no 6632, 1989
- The Protectors (1971)
- The Juror (1971)
- The Keeper (1971) Publié en français sous le titre Le Gardien, dans le recueil Histoires qui virent au noir, Pocket no 2367, 1987
- The Diver (1971) Publié en français sous le titre Le Plongeur, Paris, Opta, Alfred Hitchcock magazine no 135, août 1972
- Christmas Plans (1972)
- Road Gang (1972)
- A Few Extra Pounds (1972)
- The Escape (1972) Publié en français sous le titre Le Fugitif, Paris, Opta, Alfred Hitchcock magazine no 138, novembre 1972
- The Hostages (1972) Publié en français sous le titre Les Otages, Paris, Opta, Alfred Hitchcock magazine no 137, octobre 1972
- Cameron’s Kill (1972)
- The Masterpiece (1972) Publié en français sous le titre Le Chef-d'œuvre, Paris, Opta, Alfred Hitchcock magazine no 151, décembre 1973 ; réédition dans le recueil Tableaux rouges, coll. « La Bibliothèque criminelle », Paris, Éditions Julliard, 1990
- The Last Revival (1972)
- The Bitter Pill (1972) Publié en français sous le titre Amère Pilule, Paris, Opta, Alfred Hitchcock magazine no 146, juillet 1973
- The Best Hideout (1973) Publié en français sous le titre La Meilleure des planques, Paris, Opta, Alfred Hitchcock magazine no 149, octobre 1973
- The Last Bullet (1973) Publié en français sous le titre La Dernière Balle, Paris, Opta, Alfred Hitchcock magazine no 150, novembre 1973
- Next in Line (1973)
- Deadly August (1973)
- The Inside Man (1973)
- Mother of Pearl (1973)
- The Seven Strangers (1973)
- A Place to Hide (1974)
- Payoff Time (1975) Publié en français sous le titre Rien ne va plus !, dans le recueil Histoires à vous mettre K.O., Paris, Pocket no 2364, 1986
- Logan’s Cross (1976)
- Horn Man (1980) - Prix Edgar-Allan-Poe 1981 de la meilleure nouvelle Publié en français sous le titre Le Trompettiste dans le recueil Mystères 87, Paris, LGF, coll. « Le Livre de poche » no 6365, 1987
- A Price on His Life (1980)
- Top Con (1981)
- Hit and Run (1981) Publié en français sous le titre Au finish dans le recueil Histoires plus adroites que gauches, Paris, LGF, coll. « Le Livre de poche » no 14100, 1997
- Mexican Triangle (1981)
- Second Jeopardy (1981)
- Termination Point (1982) Publié en français sous le titre Fin de parcours, Paris, LGF, Alfred Hitchcock magazine (2e série) no 8, avril 1989 ; réédition dans le recueil Le Dernier Plagiat, Paris, Librairie des Champs-Élysées, coll. « Club des Masques » no 1005, 1992
- The Last Downhill (1982) Publié en français sous le titre La Dernière Descente, Paris, LGF, Alfred Hitchcock magazine (2e série) no 30, juillet 1991 ; réédition dans le recueil Un péril dans la demeure, Paris, Librairie des Champs-Élysées, coll. « Club des Masques » no 1020, 1995
- Death Snow (1982)
- Old Soldiers (1982)
- All the Heroes Are Dead (1982) Publié en français sous le titre Tous les héros sont morts dans le recueil Mystères 86, Paris, LGF, coll. « Le Livre de poche » no 6166, 1986
- Puerto Rican Blues (1983)
- Custer’s Ghost (1983)
- Run from the Hunter (1983)
- New Orleans Getaway (1983)
- Return to the OK Corral (1983)
- Wild Things (1983)
- The Last Private Eye (1984)
- Plateau (1984)
- The Dublin Eye (1984)
- In Out of the Cold (1985)
- Animals (1985) Publié en français sous le titre Les Animaux dans le recueil Mystères 88, Paris, LGF, coll. « Le Livre de poche » no 6502, 1988
- McCulla’s Kid (1985)
- Last Chance in Singapore (1985)
- Breaking Even (1985)
- Harmonic Interlude (1986)
- High Noon at Mach Seven (1986)
- The Last One to Cry (1986)
- Scalplock (1986)
- The Wide Loop (1986)
- The Color of Death (1988)
- The Dakar Run (1988)
- Silhouettes (1988)
- Crowded Lives (1989)
- Hanging It on a Limb (1989)
- Return to the River Kwai (1990)
- Challenge the Widow-Maker (1990)
- Deeds of Valor (1990)
- While the Rain Forest Burned (1991) Publié en français sous le titre À feu et à sang dans le recueil Histoires d'argent, d'armes et de voleurs, Paris, LGF, coll. « Le Livre de poche » no 7356, 1991
- Dark Conception (1991)
- The Last High Mountain (1992)
- The Long Drop (1993)
- Showdown at Carson City (1994)
- Zapata’s Gold (1994)
- Split Decisions (1994)
- Soft Target (1995)
- The Banzai Pipeline (1996)
- Out of Control (1997)
- Games of Chance (1997)
- The Halfway Woman (1998)
- The Ice Shelf (1999)
- The Global Man (1999)
- Under Suspicion (2000) Publié en français sous le titre Soupçon, dans le recueil Moisson noire 2002, Paris, Payot & Rivages, coll. « Rivages/Thriller », 2002 ; réédition, Paris, Payot & Rivages, coll. « Rivages/Noir » no 581, 2005
- The Spirit Birds (2000)
- Blood Paths (2000)
- The Big Shuffle (2000)
- Rainey’s Way (2001)
- A Killing Mood (2001)
- The Cobalt Blues (2001) Publié en français sous le titre Cobalt blues dans le recueil Moisson noire 2003, Paris, Payot & Rivages, coll. « Rivages/Thriller », 2003 ; réédition du recueil, Paris, Payot & Rivages, coll. « Rivages/Noir » no 668, 2007
- The California Contact (2001)
- To Live and Die in Midland, Texas (2002)
- The Mask of Peter (2003)
- The Leper Colony (2003)
- Raptors (2004)
- Tequila Memories (2004)
- Deep Lock (2004)
- Blind Roads (2005)
- Arizona Heat (2006)
- Dead Even (2006)
- Blues in the Kabul Night (2007)
- Cruel and Unusual (2008)
- Manila Burning (2008)
- The Way They Limp (2009)
- White Wolves (2009)
- Last Dance in Shanghai (2010)
- Escape from Wolfkill (2010)
- Winter’s End (2010)
- Turning Leo (2011)
- Crystal Death (2011)
- Hangman’s Rhapsody (2011)
- Black Pearls (2012)
- The Street Ends at the Cemetery (2012)
- The Return of Crazy Horse (2013)

## Filmographie

### Cinéma
- 1987 : La Gagne (The Big Town), film américain réalisée par Ben Bolt et Harold Becker, adaptation du roman Une lance (The Arm)
- 1987 : Six Against the Rock, film américain réalisée par Paul Wendkos, adaptation du roman éponyme

### À la télévision
- 1957 : Enough Rope for Two, adaptation de la nouvelle éponyme pour la série télévisée Alfred Hitchcock présente réalisée par Paul Henreid
- 1965 : Night Fever, adaptation d’une nouvelle pour la série télévisée Suspicion réalisée par Herbert Coleman (de)
- 1978 : Last of the Good Guys, téléfilm réalisé par Theodore J. Flicker, scénario signé par Clark Howard
- 1985 : Night Fever, nouvelle adaptation pour la série télévisée Alfred Hitchcock présente réalisé par Jeff Kanew
- 1986 : Enough Rope for Two, nouvelle adaptation pour la série télévisée Alfred Hitchcock présente réalisé par David Chase